# Juan Aguilera (labdarúgó)
Juan Aguilera (1903. október 23. – 1979. október 21.) chilei válogatott labdarúgó.
A chilei válogatott tagjaként részt vett az 1930-as világbajnokságon.

## Külső hivatkozások
- Juan Aguilera a FIFA.com honlapján Archiválva 2015. február 6-i dátummal a Wayback Machine-ben